# Ricardo Santos (Fußballspieler)
Ricardo Henrique da Silva dos Santos (* 13. Februar 1987), kurz Ricardo Santos, ist ein ehemaliger brasilianischer Fußballspieler und heutiger Trainer.

## Karriere

### Spieler
Santos begann mit dem Fußballspielen bei Volta Redonda. Nachdem sein Talent entdeckt worden war, schloss er sich der Jugendmannschaft von Boavista SC an. Im Frühjahr 2007 verließ er sein Heimatland und ging zum schwedischen Verein Kalmar FF. In der Allsvenskan konnte er sich jedoch anfangs nicht durchsetzen, so dass er sieben seiner acht Erstligaeinsätze als Einwechselspieler bestritt. Daher wurde er in der Spielzeit 2008 an Åtvidabergs FF verliehen, wo er mit zwölf Saisontoren auftrumpfen konnte. Dennoch konnte er sich nach seiner Rückkehr zum Jahresende zu Kalmar FF nicht durchsetzen und wurde erneut verliehen. Bis zum Sommer lief er für den Zweitligisten Jönköpings Södra IF auf. Erneut zeichnete er sich als regelmäßiger Torschütze aus und erzielte in 13 Spielen sieben Tore.
Im Sommer 2009 kehrte Santos abermals zu Kalmar FF zurück. Dieses Mal setzte er sich in der Mannschaft fest und erzielte bis zum Saisonende sechs Tore in der Allsvenskan. Auch in der folgenden Saison gehörte er zu den Stammspielern und zählte bis zur Sommerpause zu den besten Torschützen der Liga. In der Qualifikationsrunde zur Europa League 2010/11 erzielte er gegen EB/Streymur jeweils in Hin- und Rückspiel ein Tor.
Im Januar 2012 wechselte Santos innerhalb Schwedens zu Djurgårdens IF. Unter Trainer Magnus Pehrsson gehörte bei seinem neuen Verein auf Anhieb zu den Stammspielern, dennoch kehrte er nach einer Halbserie dem Verein den Rücken. Anfang August des Jahres wechselte er zum norwegischen Klub Sogndal Fotball. Zunächst war er auch hier Stammspieler, zu Beginn der folgenden Spielzeit wechselte er jedoch zwischen Startelf und Ersatzbank. Im Juli 2013 kehrte er daraufhin nach Schweden zurück und schloss sich dem Erstligisten Åtvidabergs FF als Nachfolger des nach Belgien gewechselten Viktor Prodell an.
2015 wechselte er nach Asien. Hier unterschrieb er einen Vertrag beim chinesischen Club Beijing Renhe, einem Verein der in Peking beheimatet ist. Nach 27 Spielen und elf Toren ging er 2016 nach Japan um sich Cerezo Osaka anzuschließen. Hier spielte er in der ersten Mannschaft sowie auch in der U23-Mannschaft. 2018 wechselte er zum Ligakonkurrenten Fagiano Okayama, einem Verein, der ebenfalls in der zweiten Liga Japans, der J2 League, spielt. Nach Thailand wechselte er 2019. Hier unterschrieb er einen Vertrag beim Chainat Hornbill FC, einem Verein aus Chainat, der in der ersten Liga des Landes, der Thai League spielt. Nachdem Chainat in die zweite Liga abgestiegen war, verließ er den Verein und schloss sich dem Erstligisten Trat FC aus Trat an. Am Ende der Saison 2020/21 musste er mit Trat als Tabellenvorletzter in die zweite Liga absteigen. Nach dem Abstieg verließ er den Verein. Zur Saison 2021/22 unterschrieb er einen Vertrag beim Zweitligaabsteiger Uthai Thani FC. Mit Uthai Thani spielte er in der dritten Liga, der Thai League 3. Am Ende der Saison feierte er mit dem Verein aus Uthai Thani die Meisterschaft der Northern Region. In der National Championship, den Aufstiegsspielen zur zweiten Liga, belegte man den ersten Platz und stieg nach einer Saison in der Drittklassigkeit wieder in zweite Liga auf. Mit 19 Toren wurde er Torschützenkönig der Northern Region. Am Ende der Saison wurde er mit Uthai Thani Tabellendritter und qualifizierte sich somit für die Aufstiegsspiele zur ersten Liga. Hier konnte man sich im Finale gegen den Customs United FC durchsetzen und stieg in die erste Liga auf. Auch in der zweiten Liga wurde er mit 28 Toren Torschützenkönig. Nach insgesamt 108 Ligaspielen wurde sein Vertrag im Sommer 2025 nicht verlängert.

### Trainer
Ende Mai 2025 übernahm er das Amt des Co-Trainers bei seinem ehemaligen Verein Uthai Thani FC.

## Erfolge
Kalmar FF
- Schwedischer Pokalfinalist: 2011

Cerezo Osaka
- Japanischer Pokalsieger: 2017
- Japanischer Ligaspokalsieger: 2017
- Japanischer Super Cup-Sieger: 2018

Uthai Thani FC
- Thai League 3 – North: 2021/22
- Thai League 3 – National Championship: 2021/22  ▲

## Auszeichnungen
Thai League 3 – Northern Region
- Torschützenkönig: 2021/22

Thai League 2
- Torschützenkönig: 2022/23